# Hakenverschluss
Ein Hakenverschluss ist eine komplementäre Vorrichtung aus Haken und Öse, um mindestens zwei Seiten zu fixieren und wieder lösen zu können.

## Geschichte
Bereits in der Bronzezeit waren einfache Hakenverschlüsse an Hals- und Armreifen bekannt. Bei Kleidungsstücken waren Hakenverschlüsse die Vorläufer des Reißverschlusses.

## Verwendung
Beim Schließen wird der Haken – je nach Ausführung – in die Öse gedreht oder eingehängt.

## Arten von Hakenverschlüssen

### Hafteln

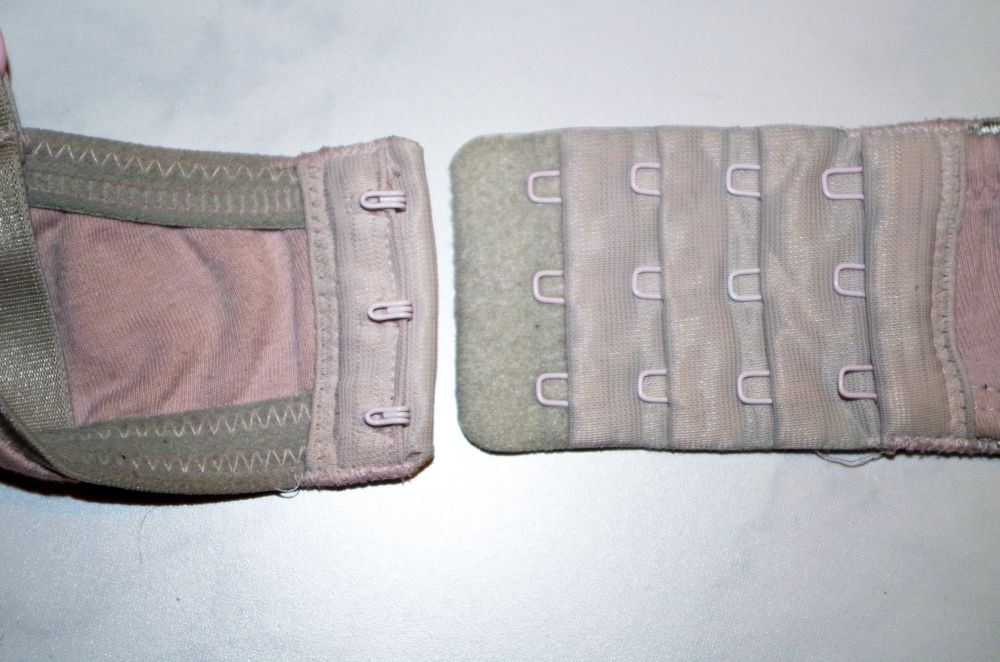
Hakenverschluss an einem BH

Da Hakenverschlüsse weniger Platz als Reißverschlüsse benötigen und einfacher als Knöpfe zu öffnen und zu verschließen sind, werden sie insbesondere bei Unterwäsche verwendet. So werden heutzutage die meisten Büstenhalter mit sogenannten Hafteln verschlossen. Auch bei Negligés werden (sofern sie geöffnet werden können) noch typischerweise Häkchen benutzt, meistens schon deshalb, weil Knöpfe nicht sehr „sexy“ sind (bei Dessous und Nachtwäsche hinderlich). Falls sich der Verschluss im Halsbereich befindet, sind Häkchen einfacher zu öffnen, denn auf Grund des eingeschränkten Blickfeldes auf den Hals sieht man möglicherweise Knopflöcher schlecht. Nachteilig kann jedoch die Halterung sein, weil sich dünne Haken leichter lösen als Knöpfe. Wenn möglich ist daher auch noch eine zusätzliche Haltevorrichtung ratsam (z. B. Bänder). Auch bei vor allem älteren Bodysuits besteht der Verschluss aus Häkchen (heutzutage benutzt man jedoch eher Druckknöpfe).

### Hosenhaken

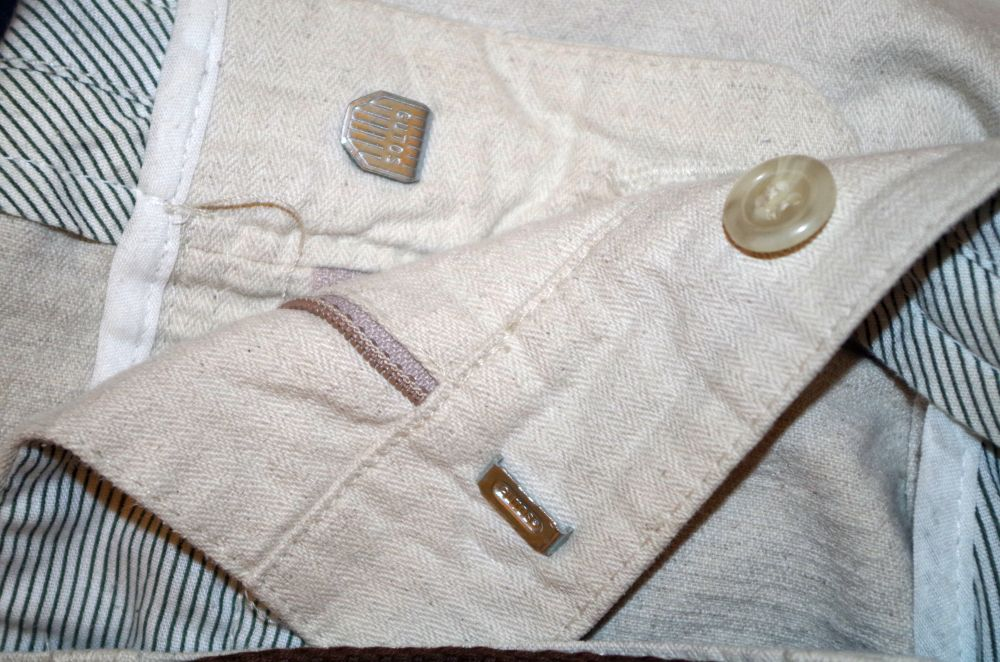
Hosenhaken und Öse an einer Herrenhose

Bei Herrenhosen (insbesondere bei Anzughosen) wird der Hosenknopf häufig mit einem Hosenhaken kombiniert, um damit die Festigkeit des Verschlusses zu erhöhen. Dafür wird zuerst der Hosenhaken in die Öse eingehängt und anschließend zur Sicherung des Verschlusses der Verschluss mit einem Knopf fixiert.

### Schmuckverschlüsse
Wie bereits in der Bronzezeit werden Hakenverschlüsse auch heute noch für Armreifen, Ketten und diverse andere Schmuckgegenstände verwendet. Die Bandbreite reicht dabei vom einfachen bronzezeitlichen Hakenverschluss über den S-Hakenverschluss bis hin zu ausgefallenen Haken-Öse-Kompositionen.

### Behältnisverschlüsse

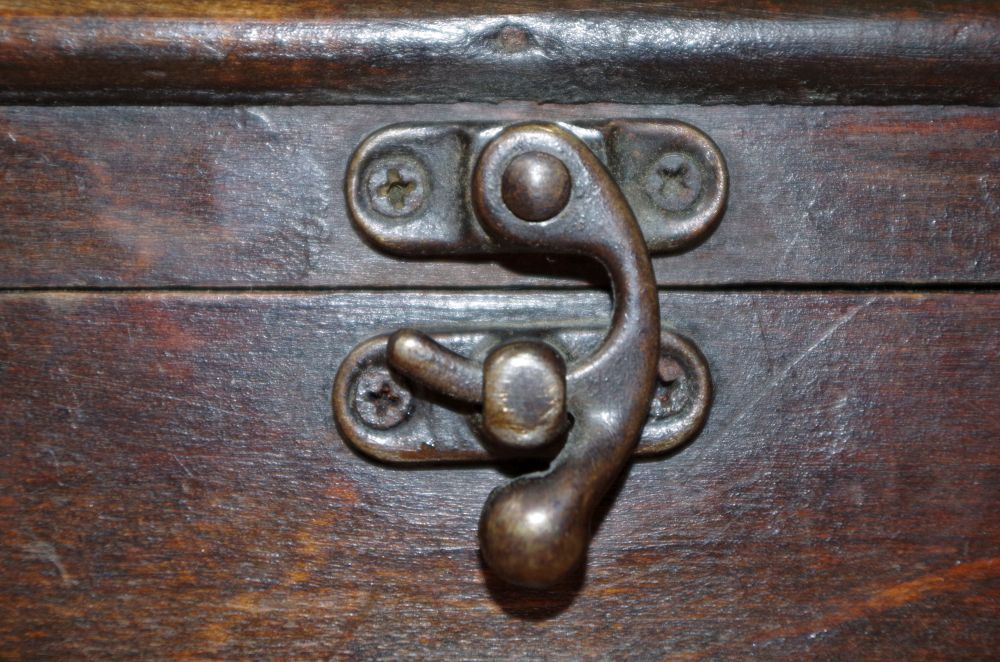
Hakenverschluss an einer Schatulle

Für Truhen, Schatullen, Kästchen und ähnliche Behältnisse werden Haken und Öse zumeist massiver gestaltet, da sie einerseits größeren Belastungen ausgesetzt sind als Hakenverschlüsse in Kleidungsstücken. Da sie zudem keine elastischen Stoffe, sondern zwei aus massivem Material gefertigte Teile – Deckel und Korpus – verbinden, wird bei dieser Verschlussart der Haken meist in die Öse eingedreht. Dabei befindet sich am Haken ein Griffstück, um das Schließen und Öffnen zu erleichtern.